# Phricta aberrans
Phricta aberrans är en insektsart som först beskrevs av Brunner von Wattenwyl 1895.  Phricta aberrans ingår i släktet Phricta och familjen vårtbitare. Inga underarter finns listade i Catalogue of Life.

## Bildgalleri

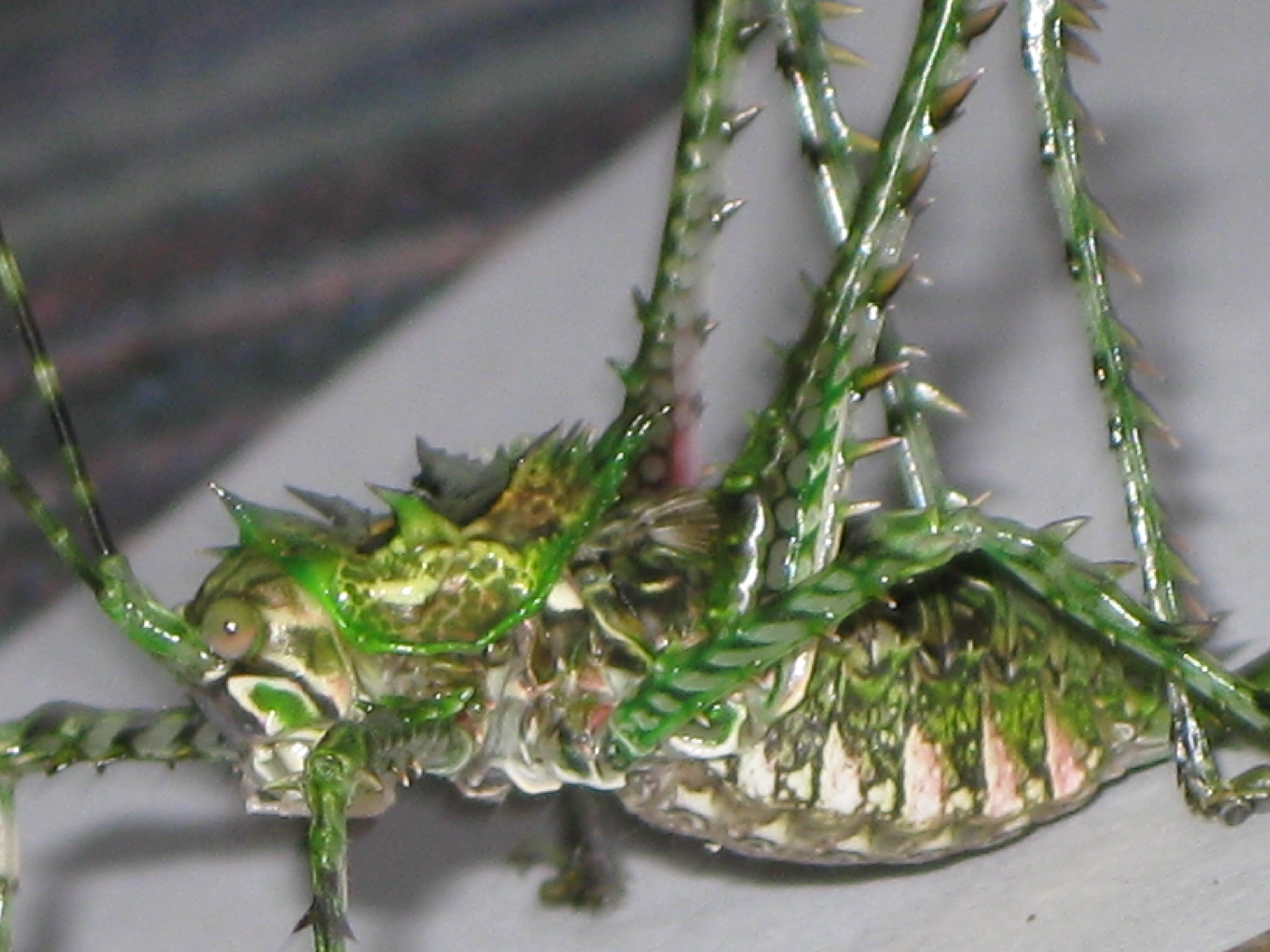
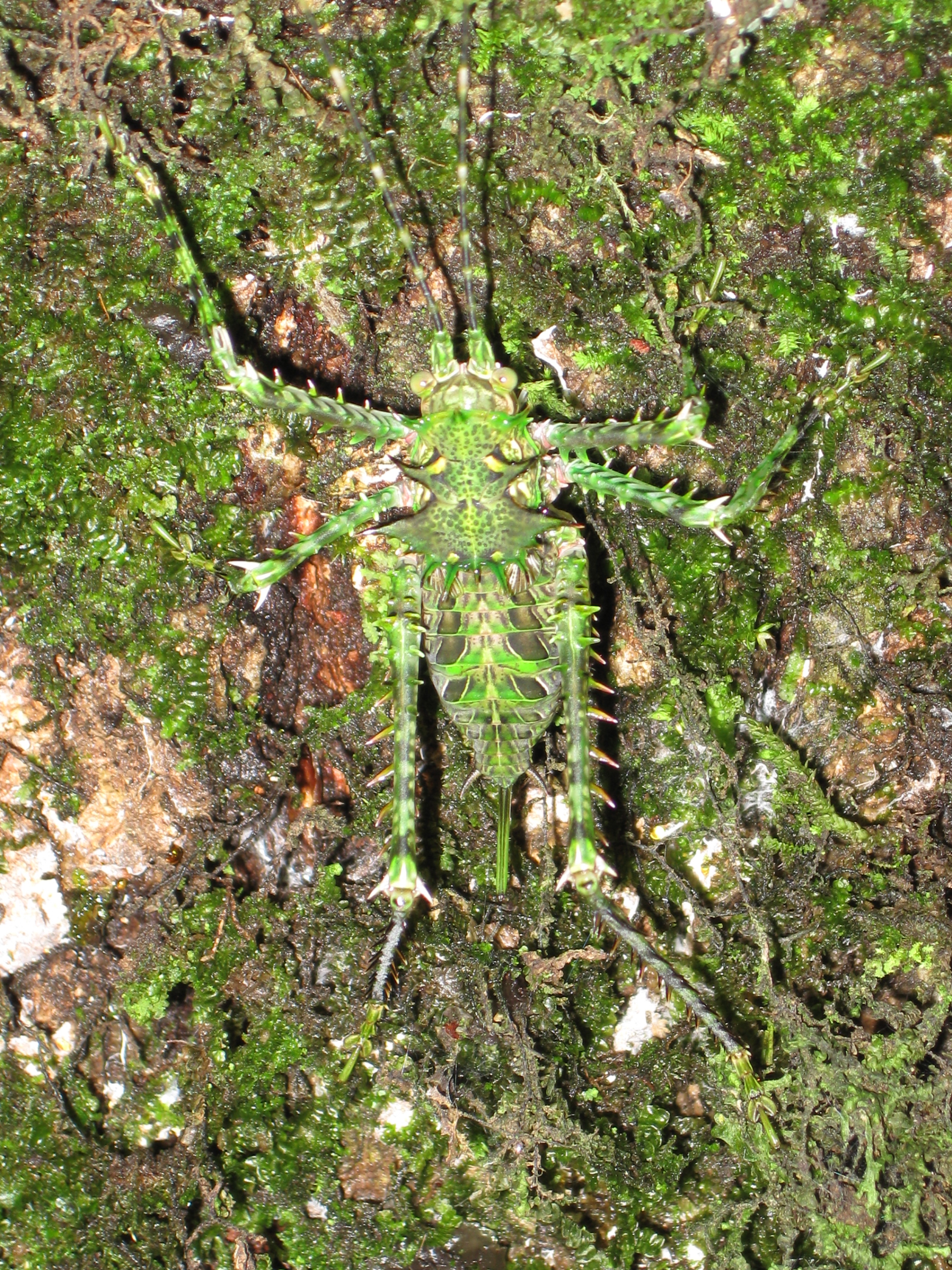
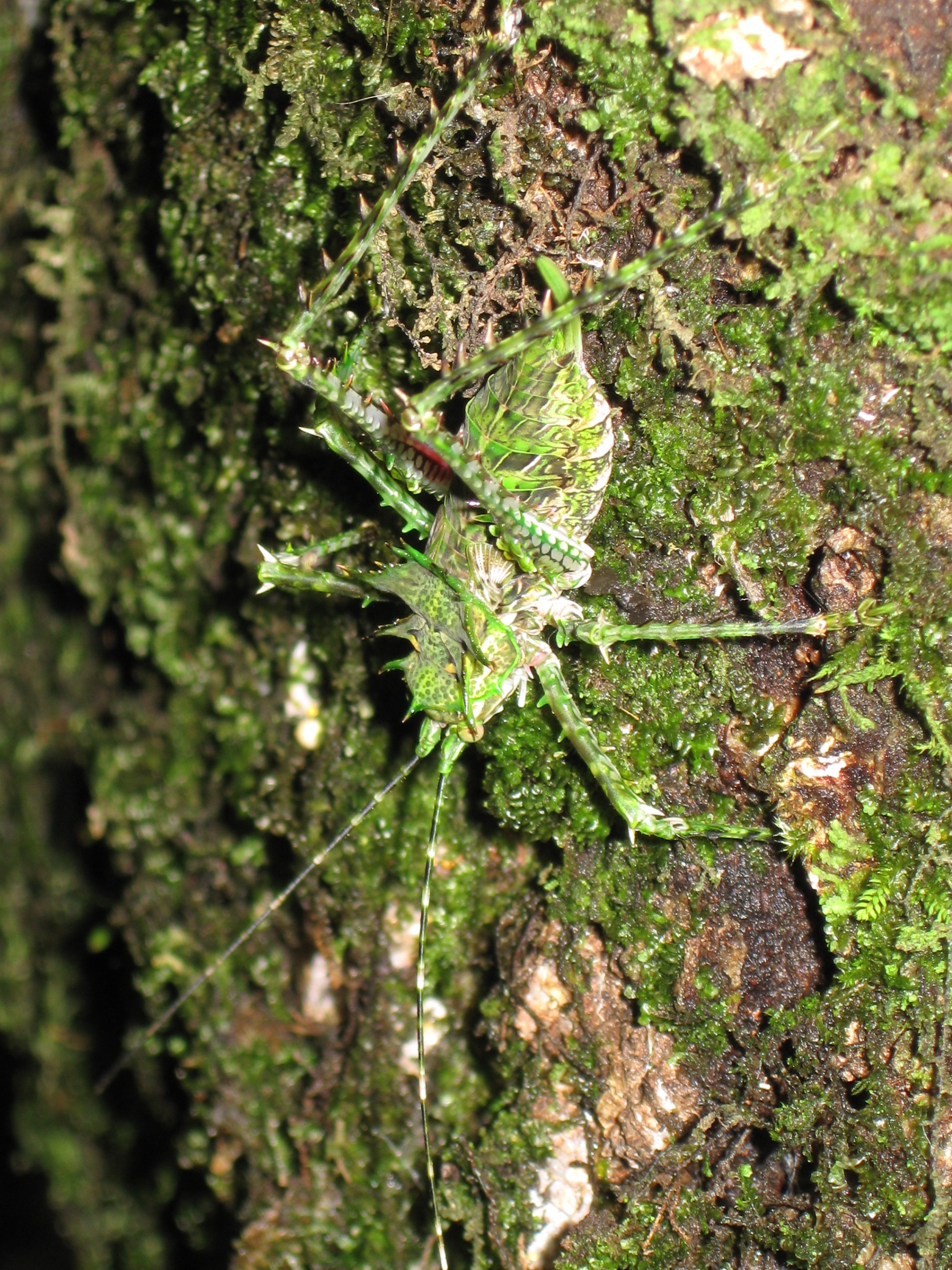